# Vitkovac
Vitkovac es un pueblo situado en el municipio de Kraljevo en Serbia.